# Вильгельм Гессен-Филипсталь-Бархфельдский (1786)
Принц Вильгельм Гессен-Филипсталь-Бархфельдский (10 августа 1786, Бархфельд, Тюрингия — 30 ноября 1834, Копенгаген) — австрийский и датский генерал-майор и член датской королевской семьи (через брак с принцессой датского дома).

## Биография
Родился в 1786 году в семье ландграфа Адольфа (1743—1803), правителя Гессен-Филипсталь—Бархфельда и Луизы Саксен-Мейнингенской (1752—1805), дочери владетельного герцога Саксен-Мейнингена Антона Ульриха (1687—1763).
Младший брат Вильгельма, Эрнст Гессен-Филипсталь-Бархфельдский (1789—1850) служил в русской армии; потерял ногу, сражаясь против французов в ходе Отечественной войны 1812 года, но только 1836 году вышел в отставку с русской военной службы с чином генерала от кавалерии.
Что касается Вигельма, то первоначально он поступил на службу в датскую армию. Затем перешёл на австрийскую службу, где служил в Уланском полку князя Шварценберга и вышел в отставку генерал-майором (1817 или 1818), после чего вернулся в Данию и второй раз поступил на датскую службу, но теперь уже генерал-майором. Был командиром датской Конной гвардии. С 1831 года совмещал эту должность с должностью директора датского Сухопутного кадетского корпуса. В том же году недолгое время командовал экспедиционным датским корпусом, сформированным «на всякий случай» на фоне революционных событий во Франции и в Бельгии.
В Копенгагене принц Вильгельм при жизни пользовался всеобщим уважением, как сдержанный и благовоспитанный человек, с большим рвением  и педантичностью относившийся к обязанностям службы.
Скончался в 1834 году в Копенгагене.

## Личная жизнь и награды
С августа 1812 года принц Вильгельм был женат на принцессе Юлиане Софи Датской (1788–1850), дочери датского принца-регента Фредерика (1753–1805) и его жене Софии Фредерике, урожденной принцессы Мекленбургской (1758–1794). Этот брак был респектабельным, но бездетным.
Принц был кавалером ордена Слона (1812) и многих других наград.